# Relaciones Unión Soviética-Venezuela
Las relaciones Unión Soviética-Venezuela fueron las relaciones internacionales entre la Unión Soviética y Venezuela. La Unión Soviética estableció relaciones diplomáticas con Venezuela el 3 de marzo de 1945. Se rompieron el 13 de junio de 1952 y se restablecieron luego el 16 de abril de 1970.[cita requerida]

## Historia
El 8 de agosto de 1937 se articularon células comunistas prosoviéticas en el Partido Comunista de Venezuela y se instalan clandestinamente. Entre sus promotores se encontraban Juan Bautista Fuenmayor, Kotepa Delgado, Miguel Otero Silva y José Antonio Mayobre. El 6 de abril de 1945 se abre la embajada de Venezuela en la Unión Soviética con José Rafael Pocaterra como embajador.
En 1962, durante la crisis de los misiles de Cuba y después de que la Organización de Estados Americanos votara a favor de la cuarentena marítima en Cuba, el gobierno venezolano de Rómulo Betancourt asumió un rol activo en el envío de embarcaciones para cooperar con Estados Unidos en el patrullaje del Mar Caribe, junto con Argentina, y Venezuela decidió movilizar dos destructores, el ARV D-11 Nueva Esparta y el ARV D-21 Zulia, Y «su único submarino disponible en ese momento».
Notablemente, después de la invasión de Checoslovaquia por el Pacto de Varsovia en 1968, Teodoro Petkoff, miembro del Partido Comunista de Venezuela, exguerillero y periodista venezolano, escribió el libro Checoslovaquia: el socialismo como problema, condenando la invasión y proponiendo el socialismo democrático. La obra tuvo una importante influencia internacional; como consecuencia, Leonid Brézhnev, secretario general del Partido Comunista de la Unión Soviética, declaró a Petkoff como una "amenaza" para el comunismo internacional, junto con el francés Roger Garaudy y el austríaco Ernst Fischer(quienes, al igual que Petkoff, eran parte de los comités centrales de los partidos comunistas de sus respectivos países y publicaron obras ese año condenando la invasión y denunciando al comunismo soviético por antidemocrático y antihumanista). En base a este ideal, Petkoff y otros partidarios fundan el partido Movimiento al Socialismo el 17 de enero de 1971.
El 1 de marzo de 1971, el presidente Rafael Caldera recibió las credenciales del embajador de la Unión Soviética en Venezuela, Víctor Ivanovich Likhachev. Durante el primer gobierno de Carlos Andrés Pérez, entre 1974 y 1979, las relaciones diplomáticas entre la Unión Soviética y Venezuela se ampliaron y carecían de tensiones.Invitado por el gobierno de la URSS, Pérez visitó Moscú el 24 de noviembre de 1976 con la intención de tratar temas como la ampliación de la cooperación entre ambos países en los sectores económico e industrial, y con respecto a este último, conversar acerca de tecnología petrolífera.A comienzos de 1979 Carlos Andrés tenía prevista otra visita a Moscú, y durante la gestión de Régulo Burelli Rivas, el embajador de Venezuela en la Unión Soviética, se había desarrollado una intensa actividad diplomática, especialmente en el ámbito cultural y científico. Sin embargo, el embajador Burelli Rivas se había vuelto incómodo para la gestión de Leonid Brézhnev.

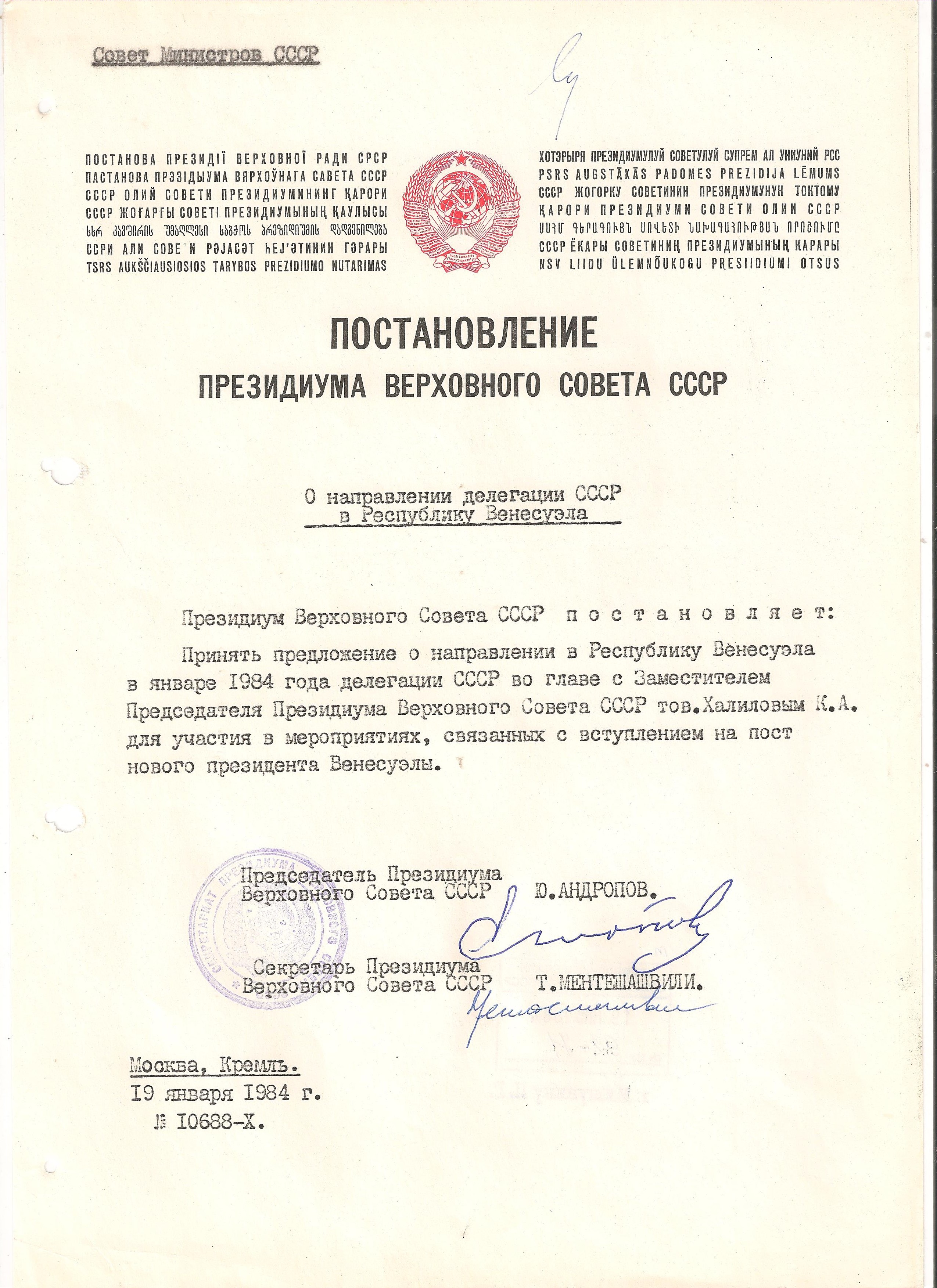
Resolución sobre el envío de una delegación soviética a Venezuela.

La embajada venezolana se vio involucrada en un incidente diplomático concerniente a unas obras artísticas pertenecientes a pintores disidentes que, según con el gobierno soviético, salieron fuera del país de manera «irregular». En 1978, la embajada brindó protección diplomática a los hermanos Moschara, quienes se refugiaron en la sede diplomática buscando regresar a Venezuela; Burelli Rivas elevó una protesta ante las autoridades a raíz del incidente. El gobierno soviético le informó al gobierno venezolano que ya no deseaban la permanencia del embajador, y el gobierno de Carlos Andrés Pérez aceptó la solicitud de su retiro. El 14 de junio de 1978 Burelli Rivas se vio obligado a abandonar la embajada el mismo día cuando se lo comunicaron, llamado a Venezuela «para consultas», después de casi ocho años en Moscú. Fuentes occidentales aseguraron que Burelli recibió una comunicación del ministerio soviético del Exterior en el que le concedían 48 horas para abandonar el territorio soviético; en su momento, el departamento de prensa del ministerio soviético de Asuntos Exteriores rechazó que hubiera tenido lugar una expulsión. Burelli Rivas tuvo que dejar a su familia, con la que se reuniría días después en La Haya, Países Bajos, y todas sus pertenencias, las cuales quedaron decomisadas por las autoridades soviéticas durante veinte años hasta que se consiguió su liberación por mediación de su hermano, el canciller Miguel Ángel, después de que Régulo hubiese fallecido en 1984.
El nuevo ministro consejero de la embajada de Venezuela en Moscú, Julio César Pineda, fue acreditado ante gobierno soviético como encargado de negocios hasta la llegada del nuevo embajador. Burelli fue acreditado en China, reemplazado por el embajador Ignacio Silva Sucre y posteriormente por el embajador Bernardo Bermúdez.